# Hans Wirgård

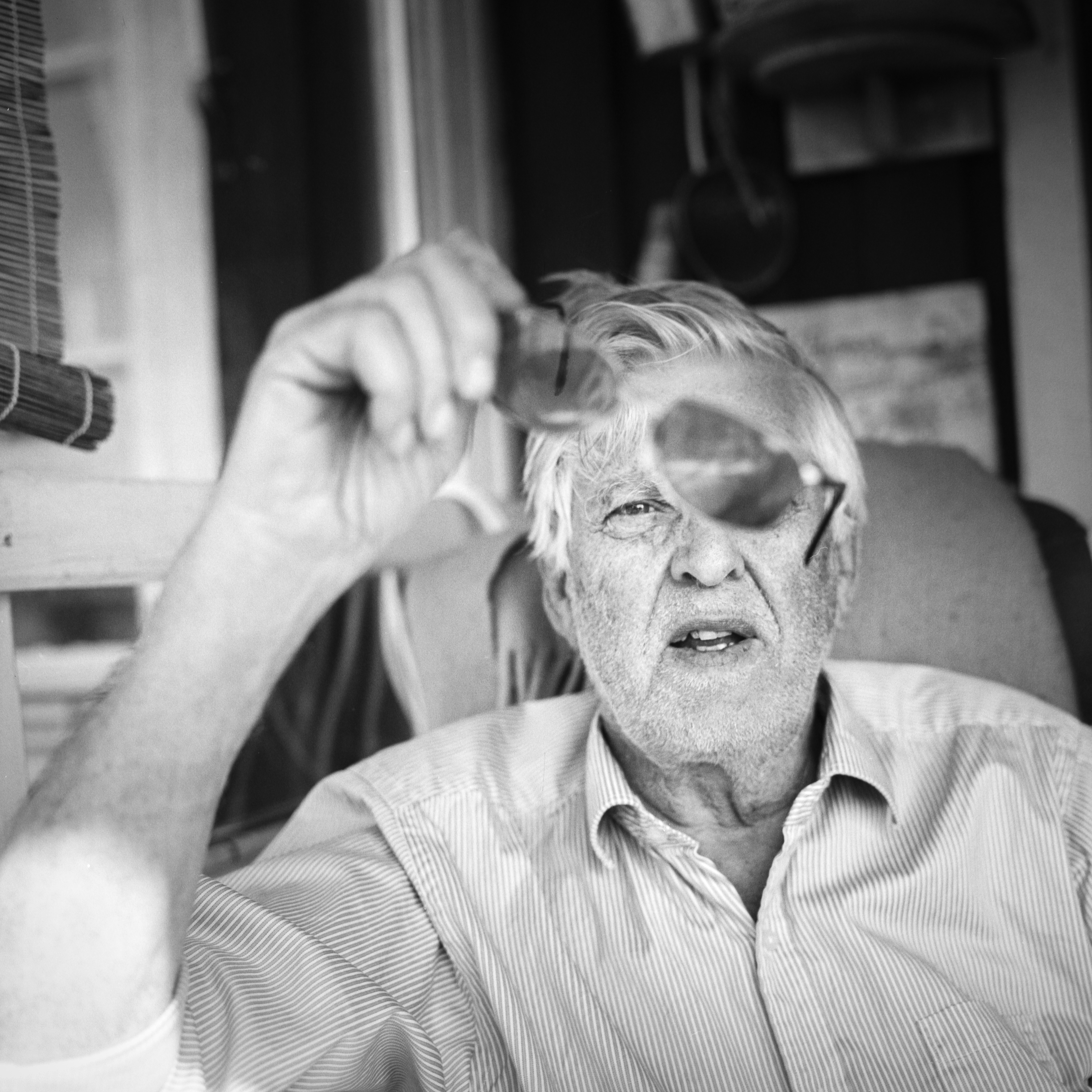
Hans Wirgård på sin veranda.

Nils Hans Erik Wirgård, född 11 december 1939 i Hedemora, död den 28 februari 2024 i Edane, var en svensk konstnär. Han var gift med konstnären Britt Marie Wirgård.
Wirgård studerade vid Konstindustriskolan i Göteborg. Efter studierna arbetade han som modellör vid ett arkitektkontor och han har varit verksam som konstnär på heltid sedan 1965. Han har deltagit i utställningar på bland annat Galleri 54 i Göteborg 1968, Laxå bibliotek 1971, Länets konst på Örebro läns museum 1974, Galleri Duvan i Stockholm 1975, Orsa Konsthall 1978, Arvika Konsthall 1989,  Konstkällaren i Arvika 1989, Arvika Nyheter 1990, Liljevalchs konsthall 1993 och Gammelvala i Brunskog 1997-1999.
Bland hans offentliga utsmyckningar märks Trunna kyrka i Orsa 1978.
Wirgård är representerad i Laxå kommuns konstsamling.